# Al-Futaisi
al-Futaisi (arabisch الفطيسي, DMG al-Fuṭaisī) ist eine 35,22 km² große Insel etwa acht Kilometer südwestlich von Abu Dhabi.
Der größte Teil der Insel, die zehn Kilometer lang und fünf Kilometer breit ist, besteht aus einem Naturreservat, jedoch befindet sich auch eine Ferienanlage, die sich dem Ökotourismus verschrieben hat, auf Futaisi.
Die ursprüngliche Besiedelung von Futaisi reicht mehrere hundert Jahre zurück, was durch den Fund von alten Brunnen, einer antiken Moschee und einem Grabplatz nachgewiesen werden konnte. Die Insel weist eine für die Region sehr artenreiche Flora und Fauna auf, unter anderem befinden sich Kropfgazellen, Dugongs, Fischadler sowie Dornschwanzagamen auf und um Futaisi. Die Insel verfügt heute über keine Trinkwasserquellen, allerdings konnten bislang 22 antike Brunnen entdeckt werden.
Futaisi ist über keine Brücken mit dem Festland verbunden, besitzt aber einen kleinen Flugplatz sowie eine Bootsanlegestelle.
Eine Besonderheit war eine Anlage von Kanälen im Süden der Insel, die in lateinischen Buchstaben den Schriftzug „HAMAD“ ergaben. Die Einzelbuchstaben waren knapp 500 Meter hoch, die Kanalbreite lag bei 44 Metern und die Gesamtbreite der Schrift erstreckte sich über 1700 Meter, so dass das Wort aus großer Höhe sowie auf Satellitenbildern (z. B. Google Maps) lesbar war. Sowohl der Grund für den Bau der Kanalanlage, wie auch deren plötzliches Verschwinden sind unbekannt.